# Amato Ronconi
Amato Ronconi (1225, Saludecio – 8. května 1292, Saludecio) byl italský katolický laik a člen Třetího řádu svatého Františka.

## Život
Narodil se roku 1225 v Saludecio. Už v útlém věku se stal sirotkem a dětství strávil v bratrově rodině. Od svého mládí se rozhodl žít evangeliovým životem a v pravém františkánském duchu.
Často navštěvoval malé společenství, které založil svatý František z Assisi na vrchu Formosino, mezi Castello di Montegridolfo a Mondaino. Svatý František se stal inspirátorem pro kající život a život plný lásky.
Aby blíže následoval Františka, rozhodl se vstoupit do Třetího řádu svatého Františka. Žil se svojí sestrou Chiarou v domě Monte Orciaro, který jim poskytl starší bratr Girolamo, jako část otcova dědictví. Amátův dům se nacházel poblíž cesty, která vedla z Rimini, přes Urbino a poté do Říma. Jeho dům se stal útulkem pro pocestné, pro mnohé poutníky, kteří hledali pohostinnost. Amato je přijal a poskytl občerstvení. Pracoval na polích, získal tak dostatečné prostředky na to, aby podporoval útulek a pomáhal chudým.
I dnes tato instituce, dnes Dům pro starší, pokračuje v duchu praktické dobročinnosti bratra Amata k chudým a poutníkům. Sám Amato taktéž podnikal dlouhé poutě.
Dne 10. ledna 1292 se bratr Amato zbavil všeho svého majetku a daroval jej mnichům svatého Benedikta. Zemřel ve své cele 8. května 1292.
Blahořečen byl 17. dubna 1776 papežem Piem VI. Dne 9. října 2013 byl vydán dekret o jeho heroických ctnostech a 15. dubna 2014 dekret o zázraku. Svatořečen byl 23. listopadu 2014 papežem Františkem.